# Strobilanthes zeylanica
Strobilanthes zeylanica är en akantusväxtart som beskrevs av T. Anders.. Strobilanthes zeylanica ingår i släktet Strobilanthes och familjen akantusväxter. Inga underarter finns listade i Catalogue of Life.